# Здания Императорского фарфорового завода

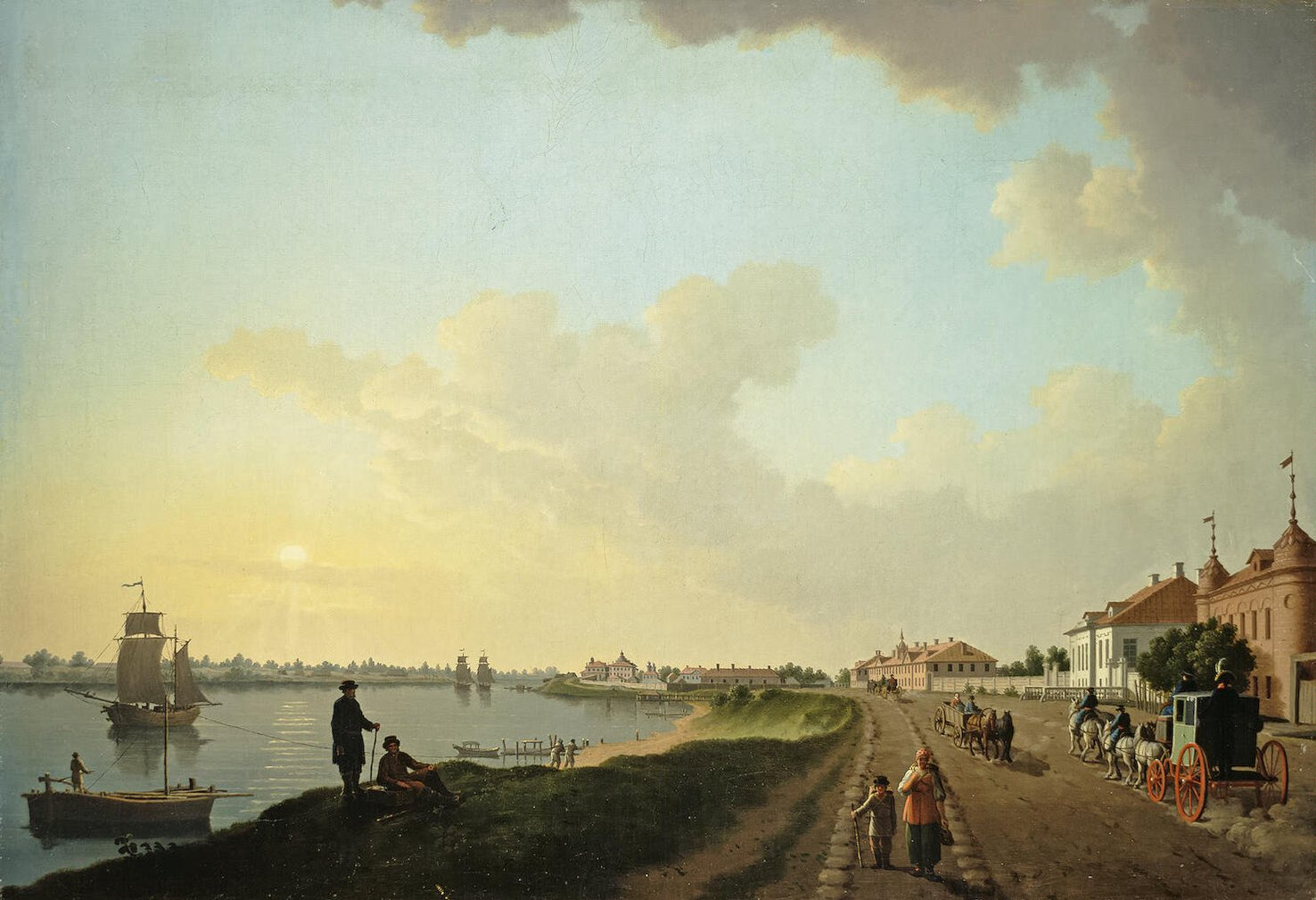
Здание (примерно по центру) на картине «Вид окраины Петербурга у фарфорового завода» Бенжамена Патерсена

Здания Императорского фарфорового завода — памятник архитектуры. Расположен в Санкт-Петербурге, современный адрес — проспект Обуховской Обороны, 151.
В 1744 году рядом с месторождением глины была основана Порцелиновая мануфактура. Местные залежи не подошли для производства, сырьё пришлось доставлять издалека; в 1765 году мануфактура была преобразована в завод, в то же время на территории производства были построены первые каменные здания. К 1780-м годам здания обветшали, и под руководством А. А. Вяземского старые здания перестроили и возвели новые.
Основное двухэтажное здание (одноэтажное на высоком подвале) было построено в начале 1780-х годов по проекту С. П. Берникова. Внутри его делила на две половины продольная стена; со стороны берега были расположены контора, живописная палата, лаборатория и магазин, горны находились в одноэтажной пристройке. Второе здание, продолжающее первое и стоящее с ним под одной крышей, стали стоить в 1786 году. В советское время оба здания надстроили на этаж, сохранив ритм и стилистику.
У воспринимающихся как одно двух соседних зданий протяжённый фасад, цоколь рустован, над окнами второго этажа — карнизы и сандрики. У центральной части арочный подъезд, он выделен фронтоном, над боковыми частями расположены аттики.
В 2011 году здание, в котором находились литейно-формовочный цех и цех подглазурной росписи, а также складские помещения, было отреставрировано.
Лицевые корпуса главного здания (проспект Обуховской Обороны, 151 литера В) признаны памятниками архитектуры; в квартале за ними расположены другие производственные здания, «Фарфоровый городок» — изначально там были построены здания лабораторий, горнов, служб, складов и кладовых, печей для обжига, лазарет, училище и дома для рабочих. Также здесь находилась церковь Преображения Господня, разрушенная в 1933 году.